# Philadelphe de Gerde

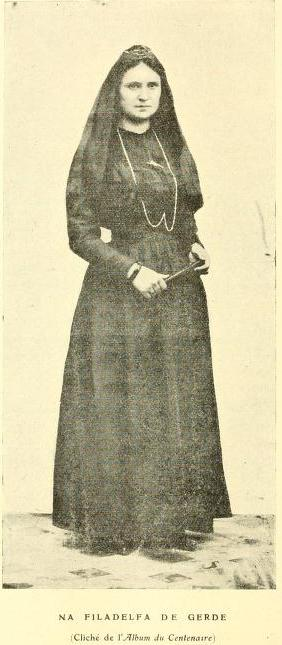
Filadelfa de Gerde, ca. 1920

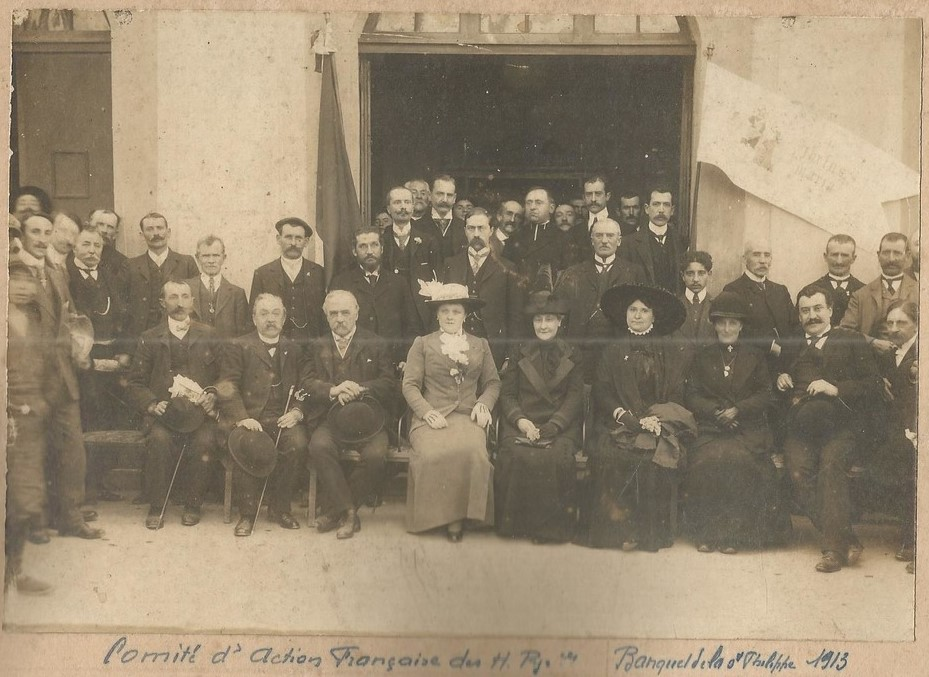
Das französische Aktionskomitee Hautes-Pyrénées in Tarbes, fotografiert anlässlich des Banketts von Saint Philippe, 1913

Philadelphe de Gerde oder Filadèlfa de Yerda (* 21. März 1871 in Banios, Département Hautes-Pyrénées; † 22. August 1952 in Gerde, Département Hautes-Pyrénées), eigentlich Olympe-Claude Duclos, verheiratete Réquier, war eine französische Schriftstellerin, die in Okzitanisch schrieb. Sie war eine Félibrisse.

## Leben
De Gerde wurde 1871 im Departement Hautes-Pyrénées geboren und nahm ihren Künstlernamen „Philadelphe de Gerde“ in Anlehnung an das Dorf Gerde in der Nähe von Bagnères-de-Bigorre an, in dem sie den Großteil ihres Lebens verbrachte. Ihre ersten Gedichte, die mit „Filadèlfa“ unterzeichnet waren, veröffentlichte sie in der Lokalzeitung des Bigorre, L'Avenir. Im Mai 1893 wurde sie von Frédéric Mistral zu dem von der Félibrige zu Versammlungen und Feiern genutzten Gedenktag an die Regionalheilige Sainte-Estelle in Carcassonne eingeladen und von der Gruppe gefeiert. Der okzitanische Dichter Marius André widmete ihr ein Liebesgedicht La Glòri D'Esclarmoundo (1894).  Sie heiratete jedoch Gaston Réquier. Im Jahr 1899 war sie Preisträgerin des Grands lauréat des Grands Jeux floraux der Félibrige. Während der Sainte-Estelle-Feier in Pau (Mai 1901) beschloss sie, sich vollständig der okzitanischen Sprache zu widmen. Sie verbrachte ihre Winter in der Provence, wo sie die Cantos en Dò („Lieder der Trauer und des Zorns“) schrieb.
1909 gründete sie L'estello, eine Zeitung in okzitanischer Sprache, die ihr Mann bis 1911 finanzierte. Sie verließ die Félibrige und näherte sich der Action française an, die ihre katholischen und regionalistischen Ideale teilte. Bernadeto, ein Gedicht über Bernadette Soubirous, ist ein Dankgedicht an die Maria von Lourdes. 
De Gerde engagierte sich vielfältig zum okzitanischen Nationalismus: Sie gründete die Ligue Guyenne et Gascogne, leitete die Frairia ded Desvelh und die Gruppe Nous-Auti und förderte regionale Trachten, Tänze, Lieder und Bräuche. Die Verbindungen zur Félibrige blieben aber bestehen: 1924 verlieh ihr die Académie des Jeux Floraux die Lettres de Maîtrise. Am 30. April 1925 trug sie in Toulouse auf dem Capitol L'Éloge de Clémence Isaure vor. Aufgrund der erneuerten Kontakts mit der Gruppe, brachte sie sich in eine Kommission für eine einheitlichere Schreibweise der okzitanischen Sprache und ihrer Gedichte ein.
Der Schriftsteller Joseph Delteil schrieb 1930 über sie:

„Nous venions de déjeuner à Gerde, chez la grande Philadelphe, la poète au verbe royal, au destin sacré, une des rares femmes qui m'évoquent la race des prêtresses antiques, gardiennes du feu, de la cité, de l'honneur, dont la majesté auréolée de prophétisme éclate dans un œil soleillant, et pour qui les Romains ont trouvé ce grand mot robuste et souverain comme un de leurs ponts: mater.“

„Wir speisten gerade in Gerde bei der großen Philadelphia, der Dichterin mit dem königlichen Wort, dem heiligen Schicksal, einer der seltenen Frauen, die mich an die antiken Priesterinnen erinnern, die Hüterinnen des Feuers, der Stadt und der Ehre, deren prophetische Majestät aus einem sonnenbeschienenen Auge leuchtet und für die die Römer dieses große, robuste und souveräne Wort wie eine ihrer Brücken gefunden haben: mater.“

1930 starb ihr Mann. Doch bis 1939 reist sie unermüdlich weiter durch ihre Region, wobei sie die traditionelle Trauerkleidung des Bigorre trug. 1934 war sie Vorsitzende der Dames d'Action française des Hautes-Pyrénées. 
Im Mai 1950 bei der Sainte-Estelle-Feier in Toulouse trat sie ein letztes Mal auf. Im August 1952 starb sie. 
Der Verein "Eths Amics de Filadèlfa de Yerda" in Gerde bewahrt ihr Andenken. Je eine Straße in Toulouse und Tarbes sowie die Berufsschule in Pessac sind nach ihr benannt.

## Veröffentlichungen (Auswahl)
- Posos perdudos, soubenirs, impressions. Impr. de „la Province“, Les Lilas 1892.
- Brumos d'autono. Joseph Roumanille, Avignon 1893.
- Trilogie Cantas: 
  - Cantas d'azur. 1897.
  - Cantas d'eisil. 1902.
  - Cantas en do. Protat frères, Mâcon 1909.
- Bernadeta. Édouard Privat, Toulouse 1909.
- Eds crids. Édouard Privat, Toulouse 1930.
- Eux… ou la Bigorre en ce temps-là. Édouard Privat, Toulouse 1934.
- Se canti, quand canti. Privat-Didier, Paris 1949 (Online).